# Samsung Galaxy Note 3
Pour les articles homonymes, voir Samsung Galaxy Note.
Le Samsung Galaxy Note 3 est un smartphone de type phablette de 5,7 pouces de la firme sud-coréenne Samsung présentée le 4 septembre 2013 à l'occasion du salon de l'IFA. Il fait partie de la gamme Galaxy Note.
Il succède au Galaxy Note 2 et peut porter les noms de code SM-N900 (International 3G), SM-N900W8 (Canada 3G), SM-N9002 (Galaxy Note 3 DUOS) ou SM-N9005 (International 4G LTE). Samsung utilise différentes dénominations pour distinguer les versions 3G (SM-N900), Dual-SIM (SM-N9002) et 4G LTE (SM-N9005),.

## Présentation
Le Samsung Galaxy Note 3 est la troisième génération de la gamme Galaxy Note. Cette gamme a la particularité d'être équipée d'un stylet, nommé « S Pen » comportant plusieurs niveaux de pression, permettant ainsi aux dessinateurs et autres concepteurs de retrouver les sensations d'outils graphiques. Cependant la gamme vise des utilisateurs particuliers mais aussi professionnels notamment avec l'apparition de Knox, une solution de sécurité mobile adressée jusqu'ici uniquement aux entreprises. Le Samsung Galaxy Note 3 est le premier terminal compatible USB 3.0 et avec la montre connectée Galaxy Gear de Samsung présentée elle aussi à l'occasion du salon de l'IFA 2013.
Par rapport au Note II, le Note 3 passe d'une définition HD (1280 × 720) à une définition Full HD (1920 × 1080). Sa résolution augmente à 386 ppp (contre 265 ppp) et son écran gagne 0,2 pouce (5,08 mm). Le Note 3 perd 12 grammes par rapport au Note II. Le Note 3 fait 99 cm3 (donc moins que le Note : 117 cm3) sachant que la batterie du Note 3 5,7 pouces fait 100 mAh de plus que le Note 5,3 pouces. Le Note 3 adopte un nouveau design avec un dos en simili-cuir, il existe en trois coloris : noir, blanc et rose. 
Le Galaxy Note 3 sera suivi par le Note 4 qui a été présenté à l'occasion de l'IFA de Berlin en août 2014.

## Spécification

### Software
Le système d'exploitation est basée sur Android Jelly Bean 4.3 avec la surcouche smartphone Samsung TouchWiz UX. Le Note 3 bénéficie ainsi de toutes les améliorations logiciel apportées sur le Samsung Galaxy S4 (Groupe Play, Aire Gesture, Air View, Smart Pause). Le Note 3 apporte ses propres nouveautés, My Magazine et un mode multi-fenêtre amélioré.
Le terminal apporte des nouveautés liées au S Pen.

### Hardware
Le Galaxy Note 3 est le premier terminal mobile à embarquer 3 Go de RAM ainsi qu'un port USB 3.0 lui permettant un débit théorique allant jusqu'à 5 Gbit/s. Il est capable de filmer en 4K (3840 × 2160) à 30 images par seconde. 
La version 3G SM-N950 est équipée du nouveau SoC Exynos 5420,,, embarquant la technologie big.LITTLE de ARM tandis que la version LTE SM-N9505 est équipée du SoC Snapdragon 800 avec CPU Krait 400, de Qualcomm embarquant leur propre implémentation des instructions ARMv7. Samsung n'ayant toujours pas de SoC avec modem LTE intégré a dû se fournir auprès de Qualcomm pour la version 4G LTE du Galaxy Note 3.
Ce smartphone (version SM-N9505) est compatible avec les normes LTE catégorie 4 (débit maximal : 150 Mb/s) et VoLTE (appels téléphoniques sur le réseau 4G).

## Galaxy Round
Le Samsung Galaxy Round est une variante du Samsung Galaxy Note qui a un écran incurvé vers l'intérieur.

## Version Lite et Neo
Le Samsung Galaxy Note 3 Lite est une version moins puissante et moins chère du Samsung Galaxy Note 3.
Le processeur est un Exynos 5 Hexa (6 cœurs), contre 8 cœurs pour le Note 3 version 3G. C'est aussi le premier produit de Samsung utilisant un Soc Exynos supportant la 4G. Auparavant, Samsung utilisait un SoC Snapdragon pour le support du LTE. Il a une résolution plus basse.